# Partido Popular de la Comunidad Valenciana
El Partido Popular de la Comunidad Valenciana (en valenciano: Partit Popular de la Comunitat Valenciana, PPCV) es la delegación del Partido Popular en la Comunidad Valenciana.

## Historia del partido

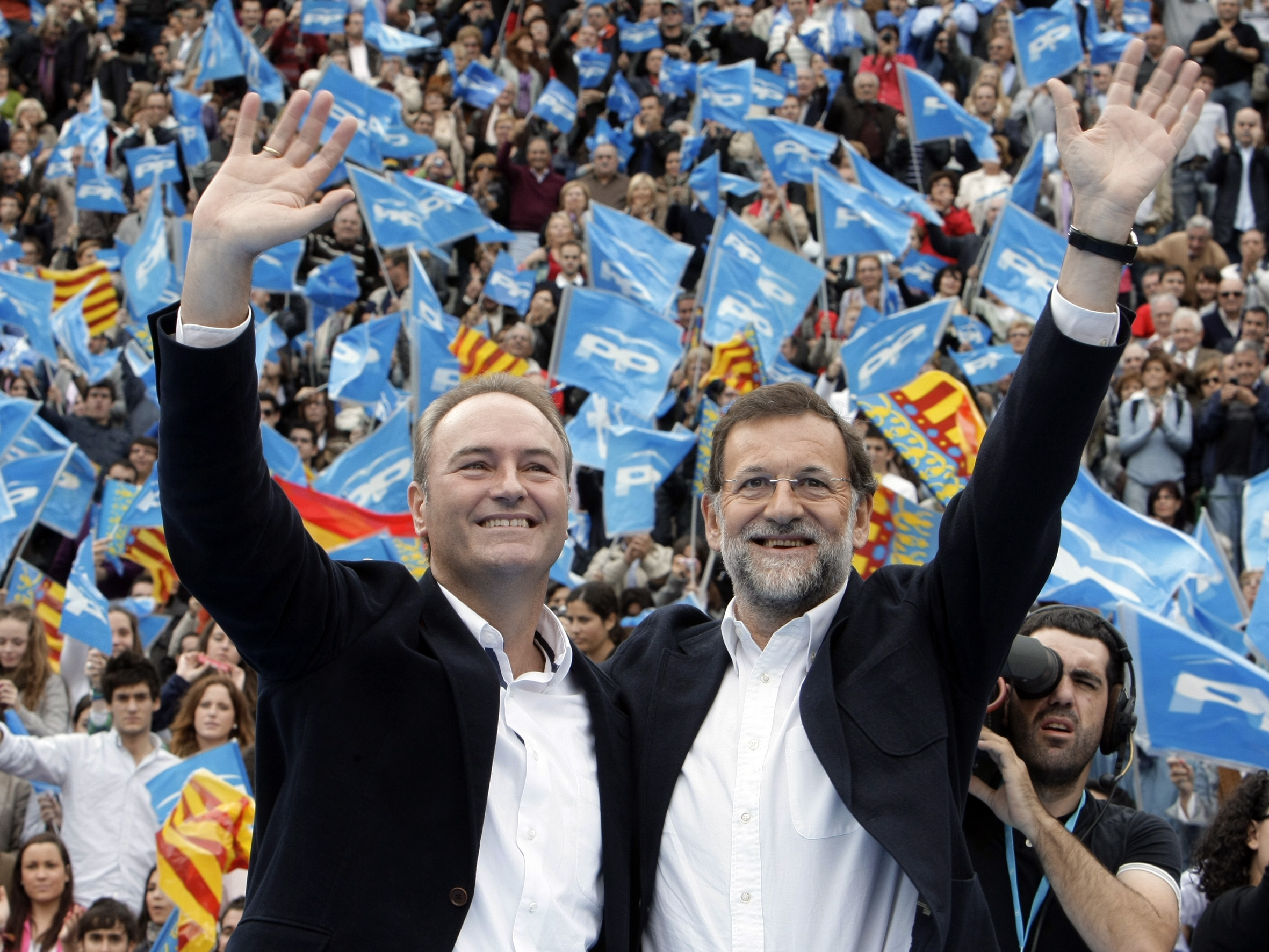
Alberto Fabra y Mariano Rajoy clausuran el mitin central del PPCV en la Plaza de Toros de Valencia en 2011

El PP estuvo en la oposición de las Cortes Valencianas durante el mandato de Pedro Agramunt, pero en el año 1993 se celebró el VI Congreso Regional del Partido (el 2.º tras la refundación) y resultó elegido Eduardo Zaplana, quién en 1995 ganó las elecciones por mayoría simple y consiguió la presidencia después de un pacto con Unión Valenciana, donde el candidato de esta formación, Vicente González Lizondo, fue nombrado presidente de las Cortes Valencianas. En 1999 consiguió mayoría absoluta ampliando tras sucesivas elecciones votos y escaños hasta 2015, cuando perdió dicha mayoría absoluta y la mitad de votos y escaños. Tras las elecciones autonómicas de 2023 en la Comunidad Valenciana, ostentan la presidencia de la Generalidad Valenciana, mandando al PSPV-PSOE a la oposición de nuevo. Actualmente dirige las tres diputaciones provinciales de la comunidad, la Diputación Provincial de Alicante y la de Castellón con mayoría absoluta, y la de Valencia con mayoría simple, así como las tres capitales de provincia (Castellón, Valencia y Alicante). Además, fue el primer partido más votado en las últimas elecciones, recuperando así la gran mayoría de alcaldías e instituciones que perdieron entre 2015 y 2019 en la Comunidad Valenciana.

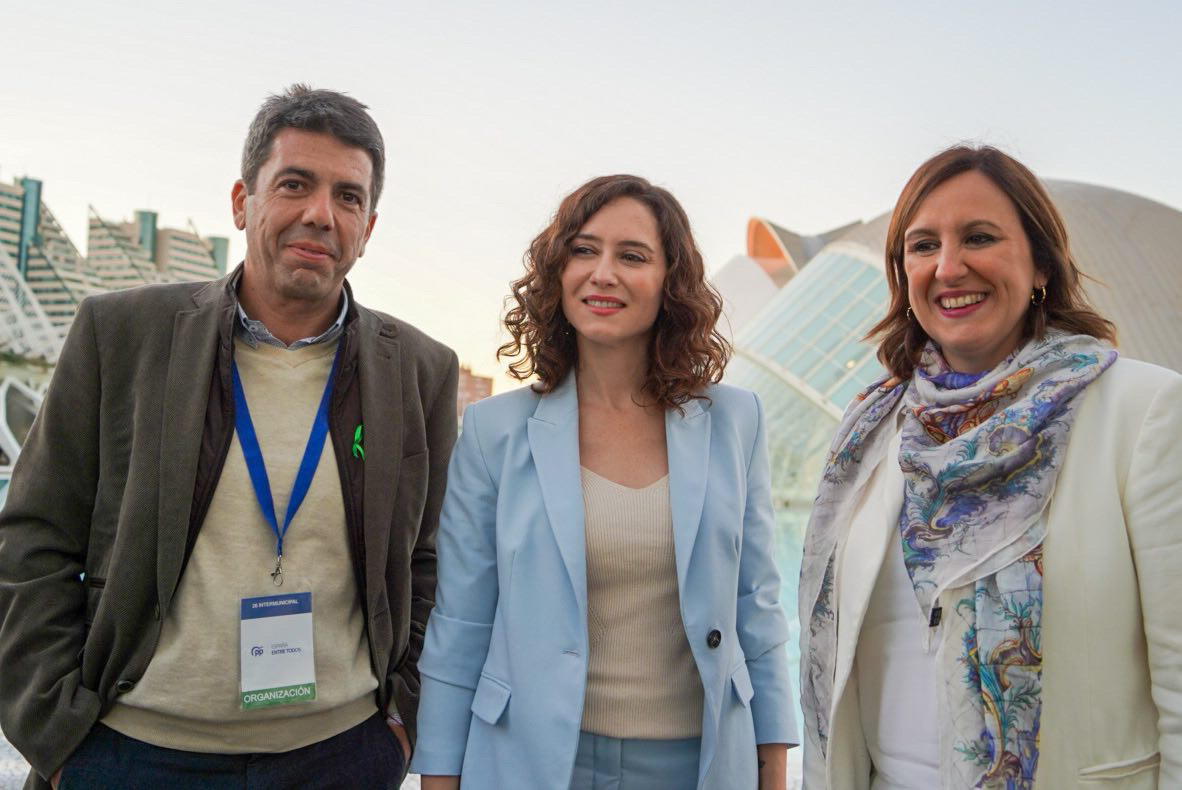
26 intermunicipal del Partido Popular en Valencia en 2023 en la foto Carlos Mazón, Isabel Díaz Ayuso y María José Català

## Resultados electorales

### Elecciones a las Cortes Valencianas
| Elecciones | Candidato       | Votos     | % de votos | Escaños | +/- | Gobierno            | Posición |
| ---------- | --------------- | --------- | ---------- | ------- | --- | ------------------- | -------- |
| 1983       | Manuel Giner    | 609.519   | 31,89%     | 32/89   | -   | Oposición           | 2.º      |
| 1987       | Rita Barberá    | 476.099   | 23,71%     | 25/89   | 7   | Oposición           | 2.º      |
| 1991       | Pedro Agramunt  | 558.617   | 27,82%     | 31/89   | 6   | Oposición           | 2.º      |
| 1995       | Eduardo Zaplana | 1.013.859 | 42,83%     | 42/89   | 11  | Coalición con UV    | 1.º      |
| 1999       | Eduardo Zaplana | 1.085.011 | 47,88%     | 49/89   | 7   | Mayoría absoluta    | 1.º      |
| 2003       | Francisco Camps | 1.146.780 | 47,17%     | 48/89   | 1   | Mayoría absoluta    | 1.º      |
| 2007       | Francisco Camps | 1.277.458 | 52,52%     | 54/99   | 6   | Mayoría absoluta    | 1.º      |
| 2011       | Francisco Camps | 1.211.112 | 49,42%     | 55/99   | 1   | Mayoría absoluta    | 1.º      |
| 2015       | Alberto Fabra   | 658.612   | 26,61%     | 31/99   | 24  | Oposición           | 1.º      |
| 2019       | Isabel Bonig    | 508.534   | 19,12%     | 19/99   | 12  | Oposición           | 2.º      |
| 2023       | Carlos Mazón    | 881.893   | 35,75%     | 40/99   | 21  | Gobierno en minoría | 1.º      |

- Los resultados de 1983 corresponden a la candidatura Coalición AP-PDP-UL-UV.
- Los resultados de 1987 corresponden a la candidatura Federación de Alianza Popular (FAP).

| Circunscripción | 1983 | 1987 | 1991 | 1995 | 1999 | 2003 | 2007 | 2011 | 2015 | 2019 | 2023 |
| Alicante        | 10   | 9    | 12   | 15   | 16   | 16   | 19   | 20   | 11   | 7    | 15   |
| Castellón       | 10   | 8    | 9    | 11   | 12   | 13   | 12   | 13   | 8    | 5    | 10   |
| Valencia        | 12   | 8    | 10   | 16   | 21   | 19   | 23   | 22   | 12   | 7    | 15   |
| Total           | 32   | 25   | 31   | 42   | 49   | 48   | 54   | 55   | 31   | 19   | 40   |

### Elecciones generales
| Elecciones     | Votos     | % de votos | Escaños | Posición |
| -------------- | --------- | ---------- | ------- | -------- |
| 1977           | 110 761   | 5,93 %     | 1/29    | 4º       |
| 1979           | 84 316    | 4,5 %      | 0/29    | 4º       |
| 1982           | 613 147   | 29,12 %    | 10/29   | 2º       |
| 1986           | 603 231   | 28,84 %    | 10/31   | 2º       |
| 1989           | 572 101   | 27 %       | 9/31    | 2º       |
| 1993           | 987 317   | 40,48 %    | 15/31   | 1º       |
| 1996           | 1 130 337 | 43,73 %    | 15/32   | 1º       |
| 2000           | 1 267 062 | 52,11 %    | 19/32   | 1º       |
| 2004           | 1 242 800 | 46,78 %    | 17/32   | 1º       |
| 2008           | 1 415 793 | 51,59 %    | 19/33   | 1º       |
| 2011           | 1 390 233 | 53,32 %    | 20/33   | 1º       |
| 2015           | 838 135   | 31,26 %    | 11/32   | 1º       |
| 2016           | 919 229   | 35,44 %    | 13/33   | 1º       |
| Abril 2019     | 498 680   | 18,56 %    | 7/32    | 2º       |
| Noviembre 2019 | 584 415   | 23,04 %    | 8/32    | 2.º      |
| 2023           | 922 064   | 34,87 %    | 13/33   | 1º       |

## Presidentes de Alianza Popular/Partido Popular de la Comunidad Valenciana[2]
- 1979 - 1980: Juan Antonio Montesinos

- 1980 - 1981: Alberto Despujol

- 1981 - 1985: Manuel Giner Miralles

- 1985 - 1989: José María Escuín

- 1989 - 1990: Juan Antonio Montesinos

- 1990 - 1993: Pedro Agramunt

- 1993 - 2004: Eduardo Zaplana

- 2004 - 2011: Francisco Camps

- 2011 - 2015: Alberto Fabra

- 2015 - 2021: Isabel Bonig

- 2021 - Actualidad: Carlos Mazón Guixot

## Presidentes Populares de la Generalitat Valenciana
- 1995 - 2002: Eduardo Zaplana

- 2002 - 2003: José Luis Olivas Martínez

- 2003 - 2011: Francisco Camps

- 2011 - 2015: Alberto Fabra
- 2023 - : Carlos Mazón Guixot

## Casos de corrupción
Investigaciones llevadas a cabo durante los años 2015 y 2016 por el Juzgado de Instrucción número 18 de Valencia, la Fiscalía Especial contra la Corrupción y la Criminalidad Organizada y la Unidad Central Operativa de la Guardia Civil, destaparon una trama de corrupción municipal y regional infiltrada en varios ayuntamientos de la Comunidad Valenciana, la Generalidad Valenciana y la Diputación de Valencia bajo el gobierno del Partido Popular. Estas mismas fuentes consideraron que el Partido Popular de la Comunidad Valenciana actuó en su conjunto como una organización criminal en torno al supuesto amaño de centenares de adjudicaciones y mordidas por contratos públicos, incluyendo la presunta financiación ilegal del partido en los tres niveles, local, provincial y autonómico, y en las tres provincias de la comunidad autónoma.
En enero de 2018, las declaraciones del exsecretario General de los populares valencianos durante el juicio de la rama valenciana del caso Gürtel, afirmando que «el PP se financiaba con dinero negro», tuvieron una gran trascendencia en la sociedad española, así como en las investigaciones en curso sobre financiación de «Asociaciones Populares» en Castellón, Valencia y Alicante.
Ha estado implicado en varios casos de Corrupción : caso Gürtel, la visita del papa a Valencia, la Fórmula 1, caso Imelsa, caso Brugal. Y afectan a varias instituciones : Generalidad Valenciana, Ayuntamiento de Alicante, Ayuntamiento de Valencia, Diputación Provincial de Valencia, Diputación Provincial de Castellón, Ayuntamiento de Játiva, etc. En 2021, fue archivada la causa por el presunto "pitufeo" durante la etapa de Rita Barberá.

## En la Comunidad Valenciana
Según afirmó el propio juez Baltasar Garzón, el presidente de la Generalidad Valenciana, Francisco Camps y otros altos cargos del Partido Popular de la Comunidad Valenciana habrían concedido adjudicaciones a empresas, supuestamente a cambio de regalos, como trajes, chaquetas, pantalones, etc. Esos regalos se mencionan en las grabaciones donde Álvaro Pérez conversaba con los diversos altos cargos. Además, también llegó a asegurar que existían unas facturas de las dos tiendas donde se compró la ropa, y declaraciones del sastre que se encargaba de suministrársela a Francisco Camps y sus colaboradores, José Tomás.
Tomás declaró posteriormente que los trajes de Camps eran pagados por Pablo Crespo, dirigente del PP gallego y administrador único de la empresa Special Events (propiedad de Francisco Correa). También aseguró que Francisco Camps se mostraba muy preocupado y le preguntaba nervioso sobre la existencia de facturas a su nombre. Según Baltasar Garzón, estos supuestos sobornos estarían vinculados con una hipotética adjudicación de contratos por casi cinco millones de euros a la empresa de Francisco Correa en Valencia por cuatro años.[cita requerida]
Además de Francisco Camps, Baltasar Garzón también presupone implicación en esta supuesta trama a otros dirigentes del PP valenciano, como el secretario general, Ricardo Costa, o el secretario de organización, José Víctor Campos.
El 14 de mayo de 2009, el Tribunal Superior de Justicia de la Comunidad Valenciana (TSJV), hizo pública la imputación de Francisco Camps, Ricardo Costa, Víctor Campos y Rafael Betoret.
El Partido Popular defendió de inmediato la inocencia de Camps, y llegó a celebrar su imputación porque, según la secretaria general del partido, María Dolores de Cospedal: «Por fin va a poder hablar en condición de igualdad y tener derecho a la defensa.» Otros dirigentes del PP también defendieron a Camps, como la Portavoz del PP en el Congreso de los Diputados, Soraya Sáenz de Santamaría, quién apeló a la presunción de inocencia del presidente valenciano. Por su parte, el presidente del PP vasco, Antonio Basagoiti, denunció una «cacería contra Camps», que se debería a sus éxitos electorales en la Comunidad Valenciana.
El día 15 de mayo fue también imputado por el TSJV el empresario Álvaro Pérez, presidente de Orange Market y amigo íntimo del presidente Camps. La empresa dirigida por Pérez, filial de la Special Events de Francisco Correa, fue la que presuntamente se encargó de suministrar trajes por valor de 12 000 euros a Camps y otros altos cargos del PP valenciano.
El día 16 Camps apareció públicamente en un mitin del PP en Valencia. En su comparecencia no mencionó explícitamente su imputación en el caso, y se limitó a vaticinar una victoria del PP en las siguientes elecciones europeas y a denunciar que «algunos hacen de la insidia el único camino». En el mismo acto intervino también Ricardo Costa, quien agradeció las múltiples muestras de apoyo que recibían en la calle.
Camps compareció ante el juez el día 20, y se declaró «muy tranquilo y satisfecho por haber podido dar mi opinión sobre todo lo que ha ocurrido en los últimos meses». Su declaración ante el Tribunal duró 45 minutos. En la calle, el presidente recibió tanto muestras de apoyo como descalificaciones. Finalmente, el Tribunal encontró indicios suficientes de un posible delito de cohecho y decidió que el presidente valenciano compareciese ya como acusado. No obstante, los jueces que formaban el TSJV decidieron por dos votos contra uno anunciar que no se habían encontrado indicios suficientes de la relación de dichos trajes con los contratos, por lo que se sobreseyó el caso, conociéndose de inmediato por la vicepresidenta del Gobierno, María Teresa Fernández de la Vega, que dicha sentencia sería recurrida por la Fiscalía General del Estado, lo cual llevó a los dirigentes del Partido Popular a alzar la voz por la presunta falta de independencia del órgano persecutor.
El 24 de septiembre de 2009, en un nuevo giro del caso, los periódicos El Mundo y El País se hicieron eco de un informe policial que detallaba el funcionamiento de la presunta trama corrupta dentro de la Comunidad Valenciana, explicando el diseño de una doble contabilidad en las empresas involucradas y los arreglos con el número dos del PP valenciano, Ricardo Costa, y con el vicepresidente de la Generalidad, Vicente Rambla, concluyéndose el ingreso de dinero negro a las arcas populares. Dos días más tarde, El País y la cadena SER darían a conocer diversos pinchazos telefónicos policiales, entre ellos el que registra una conversación del vicesecretario de organización del PP de Valencia, David Serra, con Álvaro Pérez "El Bigotes" el 29 de diciembre de 2008, la cual alude a las operaciones entre el partido y una de las empresas de Pérez, así como al conocimiento que de las mismas tenía el presidente de la Generalidad, Francisco Camps, pues a decir de Serra "éste ('el presi', como se le denomina a Camps en la charla) lo sabe todo", a lo que "El Bigotes" respondió "Sí, ya lo sé".
El secretario del PP valenciano, Ricardo Costa, fue destituido «temporalmente» por Francisco Camps en octubre de 2009 tras un tira y afloja entre su proclama de independencia del PP valenciano y las presiones ejercidas desde la cúpula nacional de su partido. También serían destituidos el vicesecretario de Organización, David Serra, y la tesorera, Yolanda García.
El levantamiento del secreto del sumario en abril de 2010 permitió conocer el funcionamiento de la presunta trama de corrupción y de financiación ilegal del Partido Popular de la Comunidad Valenciana urdida bajo el gobierno de Francisco Camps.
En 2018 la rama valenciana de Gürtel llegó a juicio en la Audiencia Nacional. Entonces el antiguo secretario general de los populares valencianos declaró que "el PP se financiaba con dinero negro". Esta admisión tuvo un importante eco social, siendo además trascendental para las investigaciones en curso sobre la presunta financiación política mediante el uso de "asociaciones populares" en las provincias de Castellón, Valencia y Alicante.